# Калинина, Татьяна Михайловна
Татья́на Миха́йловна Кали́нина (род. 19 января 1946 года, Москва) — советский и российский историк; кандидат исторических наук (1970).

## Биография
В 1970 году окончила исторический факультет МГУ им. М. В. Ломоносова. В 1974 году завершила обучение в аспирантуре Института истории СССР АН СССР и в 1976 году защитила кандидатскую диссертацию на тему «Древняя Русь и страны Востока (Средневековые арабо-персидские источники о Руси)».
С августа 1997 года работает в Институте всеобщей истории РАН в центре «Восточная Европа в античном и средневековом мире», занимает пост старшего научного сотрудника. Является ответственным секретарём ежегодно проводимых Чтений памяти чл.-корр. АН СССР В. Т. Пашуто. Является автором более сорока статей для Новой Российской Энциклопедии.
Наиболее известна как автор одной из книг серии «Древнейшие источники по истории Восточной Европы» — «Сведения ранних учёных Арабского халифата: Тексты, перевод, комментарий»
Тема исследований — изучение средневековых арабо-персидских источников по истории Древней Руси, сопредельных народов и государств Азии и Европы.

## Научные публикации

### Монографии (исследования, издание источников)
- Древняя Русь и страны Востока (Средневековые арабо-персидские источники о Руси). Автореф. диссертации на соискание учёной степени кандидата исторических наук. М., 1976.
- Сведения ранних учёных Арабского халифата. Тексты, перевод, комментарий. М., 1988 (Древнейшие источники по истории народов СССР).
- Константин Багрянородный. Об управлении империей. М., 1989. Изд. 2-е, исправленное и дополненное. М., 1991. Коммент. к гл. 37, коммент. в соавт. к гл. 11, 42.
- Ал-Ахтал, Ал-Фазари (Текст, пер., коммент.) // Свод древнейших письменных известий о славянах. Т. 2. М., 1995. С. 508—510.
- «Русская река»: Речные пути Восточной Европы в античной и средневековой географии (в соавторстве с Т. Н. Джаксон, И. Г. Коноваловой, А. В. Подосиновым). М., 2007. С. 101—172.
- Древняя Русь в свете зарубежных источников. Хрестоматия. Т. III: Восточные источники. Часть I (в соавторстве в И. Г. Коноваловой). М., 2009.

### Статьи
- Сведения Ибн Хаукаля о походах Руси времён Святослава // Древнейшие государства на территории СССР. Материалы и исследования.1975. М., 1976. С. 90-101.
- Ал-Масуди о расселении русов // Восточная Европа в древности и средневековье. Сборник статей. М., 1978. С. 16-22.
- Арабский источник X в. (географический трактат «Чистых братьев») о территории СССР и сопредельных районах // Древнейшие государства на территории СССР. Материалы и исследования. 1982. М., 1984. С. 196—207.
- Сведения ал-Хорезми о Восточной Европе и Средней Азии // Древнейшие государства на территории СССР. Материалы и исследования. 1983 г. М., 1984. С. 179—199.
- Торговые пути Восточной Европы (по данным Ибн Хордадбеха и Ибн ал-Факиха) // История СССР. 1986. N.4. С. 68-82.
- Спорный этноним в астрономическом трактате ал-Фергани // Древнейшие государства на территории СССР. Материалы и исследования. 1987. М., 1989. С. 237—242.
- Арабские источники VIII—IX вв. о славянах // Древнейшие государства Восточной Европы. Материалы и исследования. 1991 г. М., 1994. С. 211—223.
- Термин «люди дома» («ахл ал-байт») у Ибн Фадлана по отношению к обществу русов // Древнейшие государства на территории СССР. Материалы и исследования. 1992—1993 годы. М., 1995. С. 134—139.
- Ал-Мас‘уди о тюрках // Этническая история тюркских народов Сибири и сопредельных территорий. Сборник научных трудов. Омск, 1998. С. 54-58.
- Водные пространства севера Европы в трудах арабских учёных IX—XII вв. // Восточная Европа в исторической ретроспективе. К 80-летию В. Т. Пашуто. М., 1999. С. 84-99.
- Заметки о торговле в Восточной Европе по данным арабских учёных IX—X вв. // Древнейшие государства Восточной Европы. 1998 г. М., 2000. С. 106—119.
- Восточная Европа в представлениях арабских географов IX—X вв. (водные бассейны) // Арабские страны Западной Азии и Северной Африки (история, экономика и политика). М., 2000. С. 286—296.
- Ирланда // Норна у источника Судьбы. Сб. статей в честь Е. А. Мельниковой. М., 2001. С. 150—157.
- Арабские учёные о нашествии норманнов на Севилью в 844 г.// Древнейшие государства Восточной Европы. 1999 г. Восточная и Северная Европа в средневековье. М., 2001. С. 190—210.
- «Китаб ат-танбих ва-л-ишраф» (Книга предупреждения и пересмотра) арабского учёного X в. ал-Масуди // Вестник Российского Гуманитарного научного фонда. М., 2001. № 1. С. 14-21.
- Этиологическая и этимологическая легенды персидского писателя XI в. Гардизи о славянах // Славяноведение. 2002. № 4. С. 68-73.
- Употребление этникона ал-хазар в арабо-персидских источниках IX—X вв. / // Хазарский альманах. Харьков, 2002. Т. 1. С. 41-51.
- Волга в географической номенклатуре арабо-персидских учёных IX—X вв.] // Сборник русского исторического общества М., 2003. № 7 (155): Россия и мусульманский мир. С. 25-37.
- Интерпретация некоторых известий о славянах в «Анонимной записке» // Древнейшие государства Восточной Европы. 2001 год. Историческая память и формы её воплощения. М., 2003. С. 204—216.
- Генеалогии восточноевропейских народов в историческом сознании средневековых арабских писателей // Древнейшие государства Восточной Европы. 2002 год. Генеалогия как форма исторической памяти. М., 2004. С. 102—113.
- Ра’ис ар-ру’аса’ ас-сакалиба и Άρχων τῶν Σκλαβηνῶν // Славяне и их соседи. Вып. 11. Славянский мир между Римом и Константинополем. М., 2004. С. 44-52.
- Азовское море в античной, средневековой европейской и арабской картографии (в соавт. с А. В. Подосиновым) // AD FONTEM / У ИСТОЧНИКА. Сборник статей в честь Сергея Михайловича Каштанова. М., 2005. С. 108—119.
- Рассказы арабских путешественников Ибн Фадлана и Абу Хамида ал-Гарнати о великане в Поволжье // Древнейшие государства Восточной Европы. 2003 год. Мнимые реальности в античных и средневековых текстах. М., 2005. С. 91-101.
- Ал-Хазар и ас-сакалиба: Контакты. Конфликты // Хазары. Khazars. (Евреи и славяне. Т. 16). Иерусалим; Москва, 2005. С. 101—110.
- Ал-хазар и ат-турк в произведениях средневековых арабо-персидских учёных // Хазары. Khazars. [Евреи и славяне. Т. 16. Иерусалим; Москва, 2005. С. 251—258.
- Знать хазар в арабо-персидской средневековой литературе // Хазарский альманах. Киев; Харьков, 2005. Вып. 4. С. 43-56.
- Страна Хазария, какой она представляется по арабо-персидским источникам // Восточная коллекция. Лето. 2006. № 2. (25). С. 29-41.
- Al-Khazar wa-’l-Saqaliba: Contacts. Conflicts? // The World of the Khazars. New Perspectives. Selected Papers from the Jerusalem 1999 International Khazar Colloquium hosted by the Ben Zvi Institute. Leiden; Boston, 2007. P. 195—206.
- Тюрки в «образе мира» средневековых арабо-персидских писателей // Тюркологический сборник. 2006. М., 2007. С. 183—193.
- Восточноевропейские правители по данным арабо-персидских географов X в. // Анфологион. Власть, общество, культура в славянском мире в средние века. К 70-летию Бориса Николаевича Флори. (Славяне и их соседи. Вып. 12). М., 2008. С. 76-89.
- Днепровско-донской бассейн в представлениях арабо-персидских географов IX—X вв. // Хазарский альманах. Киев; Харьков. 2007. Т. 6. С. 106—119.
- Керченский пролив в представлениях арабских географов IX—X вв. // Амелькин А. О. Татарский вопрос в общественном сознании России конца XV- первой половины XVI вв. (по материалам памятников агиографии и фольклора). Воронеж, 2008. С. 33-35.
- Река Танаис в представлениях арабо-персидских географов X в. // Проблемы историографии, источниковедения и истории Востока. Сборник научных статей памяти проф. В. М. Бейлиса. Луганск, 2008. С. 76-82.
- Амазонки в арабской средневековой литературе // Краеугольный камень. Сб. статей к 80-летию А. Н. Кирпичникова. М.; СПб., 2009. С. 342—349.
- Восточная Европа в «образе мира» арабской средневековой географии // История наук о Земле. Сб. статей. М., 2009. Вып. 3. С. 102—108.
- Сведения Шамс ад-дина ал-Мукаддаси о Хазарии // Хазарский альманах. Вып. 8. Сборник статей памяти д.и.н., проф. В. К. Михеева. Харьков; Киев 2009. С. 187—202.
- Печенеги и путь из Ургенча к ним // Древнейшие государства Восточной Европы. 2009 год. Трансконтинентальные и локальные пути как социокультурный феномен. М., 2010. С. 96-109.
- Восприятие времени и пространства в сочинениях ал-Мас‘уди // Древнейшие государства Восточной Европы. 2006 год: Пространство и время в средневековых текстах. М., 2010. С. 396—417.
- Этноним «бурджан» в сочинениях ал-Мас‘уди // Лингвистическая герменевтика. Вып. 2. Сборник научных трудов к 75-летию д.и.н., проф. И. Г. Добродомова. М. 2010. С. 42-47.
- Три стадии существования и падение Хазарского каганата // Хазары. Миф и История. Сб. статей. Иерусалим; Москва, 2010. С. 25-41.
- Древние греки по данным ал-Масуди // Gaudeamus igitur: Сборник статей к 60-летию А. В. Подосинова. М., 2010. С. 189—195.
- Аральское море и его реки: интерпретация сведений арабских географов // Проблемы источниковедения. Сб. статей. Т. II (XIII) М., 2010. С. 127—135.
- Один из арабских вариантов генеалогии хазар // Тюркологический сборник. М., 2011. С. 36-47.
- Путешествие МАГРУРУН // Висы дружбы. Сб. статей в честь Т. Н. Джаксон. М., 2011. С. 145—152.
- Легендарные народы на краю Ойкумены (по данным арабских средневековых учёных) // История наук о Земле. № 4/2011. М., 2011. С. 28-34.
- Восточные источники о столице Хазарии Итиль (состояние проблемы и переводы) // Хазарский альманах. Харьков, 2012. С. 62-99.
- Символы сакральной власти в Хазарии // Sacrum et Profanum. Севастополь, 2012. Т. V. (Память в веках: от семейной реликвии к национальной святыне). Сборник научных трудов. С. 53-59.
- Хазарское государство — кочевая империя? (по сведениям письменных памятников) // Древнейшие государства Восточной Европы. 2010 год. Предпосылки и пути образования Древнерусского государства. М., 2012.
- Херсон в арабской географической литературе // Нартекс. Byzantina Ukrainensis. T. 2. ‛Pωμαĩος: сборник статей к 60-летию проф. С. Б. Сорочана. Харьков, 2013. С. 188—205